# Đảo Đông Saso
Đảo Đông Saso (tiếng Ả Rập: جزيرة ساسوه الشرقية) là một hòn đảo của Ả Rập Xê Út nằm ở Biển Đỏ, ở phía tây vùng Jazan của nước này. Hòn đảo có diện tích khoảng 3,2 kilômét vuông (1,2 dặm vuông Anh) và cách bờ biển khoảng 45,70 hải lý.